# Coupe du monde de cyclisme sur route
La Coupe du monde de cyclisme sur route, qui a été organisée de 1989 jusqu'en 2004, rassemblait un ensemble d'épreuves de cyclisme sur route sous l'égide de l'UCI. Contrairement aux Championnats du monde, la coupe du monde regroupait plusieurs manches étalées dans le temps et dans l'espace.
La Coupe du monde de cyclisme était composée d'une dizaine de courses d'un jour choisies dans les classiques de prestige. Un classement individuel et un classement par équipes (reprenant le principe de la Coupe du monde Intermarques) étaient établis. Les 25 premiers de chaque manche marquaient de 100 à 1 points. Lors de ces épreuves, le leader provisoire du classement portait un maillot distinctif.

## Histoire
En 1961, la Coupe du monde Intermarques apparaît. Il s'agit d'un classement par équipes établi sur 12 épreuves internationales (3 en France, 3 en Belgique, 3 en Italie et 3 dans d'autres pays) en additionnant les performances des coureurs de chaque équipe.
En 1989, la Fédération internationale de cyclisme professionnel (FICP) crée la Coupe du monde, parrainée par Perrier. Cette année-là, les classiques composant la Coupe du monde sont : Milan-San Remo, Tour des Flandres, Paris-Roubaix, Liège-Bastogne-Liège, Amstel Gold Race, Wincanton Classic (Newcastle), Grand Prix des Amériques (Montréal), Classique de Saint-Sébastien, Championnat de Zurich, Grand Prix de la Libération (Contre-la-montre par équipes à Eindhoven), Paris-Tours, Tour de Lombardie. En 1990 est ajoutée une épreuve contre-la-montre finale à Lunel. En 1991, ce contre-la-montre est disputé à Bergame (épreuve comptant à la fois comme Grand prix des Nations et Trophée Baracchi).
En 1992, le Grand Prix de la Libération disparaît des épreuves de Coupe du monde. Le Grand Prix des Amériques devient le Grand Prix Téléglobe (il disparaîtra des épreuves de Coupe du monde l'année suivante). Cette même année, le contre-la-montre final est définitivement remplacé par le Grand prix des Nations, disputé à Palma de Majorque. En 1993, le Grand prix des Nations est disputé au Lac de Madine. Il disparaitra des épreuves de Coupe du monde l'année suivante. En 1994, la Wincanton Classic devient la Leeds International Classic.
En 1995, une nouvelle épreuve est inscrite au calendrier : le Grand Prix de Francfort. Ce sera sa seule année en tant qu'épreuve de Coupe du monde, tout comme la Japan Cup en 1996.
En 1997, la Leeds International Classic devient la Rochester Classic. L'année suivante, elle est remplacée par l'HEW Cyclassics à Hambourg. À partir de cette année-là, les 10 classiques composant la Coupe du monde sont donc : Milan-San Remo, Tour des Flandres, Paris-Roubaix, Amstel Gold Race, Liège-Bastogne-Liège, Hew Cyclassics de Hambourg, Classique de Saint-Sébastien, Championnat de Zurich, Paris-Tours et Tour de Lombardie.
La Coupe du monde disparaît avec la création du ProTour et des circuits continentaux en 2005.

## Historique des épreuves
Les courses inscrites au calendrier de la Coupe du monde de 1989 à 2004 sont les suivantes :
- Milan-San Remo
- Tour des Flandres
- Paris-Roubaix
- Liège-Bastogne-Liège
- Amstel Gold Race
- Classique de Saint-Sébastien
- Championnat de Zurich
- Paris-Tours
- Tour de Lombardie

D'autres courses sont inscrites à plusieurs éditions de la Coupe du monde :
- Wincanton Classic (1989-1997)
- Grand Prix de la Libération (1989-1991)
- Grand Prix des Amériques (1989-1992)
- Grand Prix des Nations (1990-1993)
- Trophée Baracchi (1991)
- Grand Prix de Francfort (1995)
- Japan Cup (1996)
- HEW Cyclassics (1998-2004)

## Barèmes

### Individuel
Des points sont attribués pour les meilleurs coureurs de chaque course selon le barème suivant :
| Classement | Classement         | 1   | 2  | 3  | 4  | 5  | 6  | 7  | 8  | 9  | 10 | 11 | 12 | 13 | 14 | 15 | 16 | 17 | 18 | 19 | 20 | 21 | 22 | 23 | 24 | 25 |
| ---------- | ------------------ | --- | -- | -- | -- | -- | -- | -- | -- | -- | -- | -- | -- | -- | -- | -- | -- | -- | -- | -- | -- | -- | -- | -- | -- | -- |
| Points     | Édition 1989       | 12  | 9  | 8  | 7  | 6  | 5  | 4  | 3  | 2  | 1  |    |    |    |    |    |    |    |    |    |    |    |    |    |    |    |
| Points     | Éditions 1990-1996 | 50  | 35 | 25 | 20 | 18 | 16 | 14 | 12 | 10 | 8  | 6  | 5  |    |    |    |    |    |    |    |    |    |    |    |    |    |
| Points     | Éditions 1997-2004 | 100 | 70 | 50 | 40 | 36 | 32 | 28 | 24 | 20 | 16 | 15 | 14 | 13 | 12 | 11 | 10 | 9  | 8  | 7  | 6  | 5  | 4  | 3  | 2  | 1  |

À partir de 1997, le coureur afin d'être pris en compte dans le classement général final, doit participer à six des 10 courses.

### Par équipes
Un classement des équipes a également été mis en place. Lors de chaque course, on additionne les places des trois premiers coureurs de chaque équipe. L'équipe avec le total le plus faible reçoit 12 points au classement des équipes, la deuxième équipe en reçoit neuf, la troisième équipe en reçoit huit et ainsi de suite jusqu'à la dixième équipe qui marque un point.
À partir de 1997, l'équipe afin d'être prise en compte dans le classement général final, doit participer à huit des 10 courses.

## Palmarès

### Classement individuel
| Année | Vainqueur          | Pts | Deuxième         | Pts | Troisième            | Pts |
| 1989  | Sean Kelly         | 44  | Tony Rominger    | 32  | Rolf Sørensen        | 27  |
| 1990  | Gianni Bugno       | 133 | Rudy Dhaenens    | 99  | Sean Kelly           | 94  |
| 1991  | Maurizio Fondriest | 132 | Laurent Jalabert | 121 | Rolf Sørensen        | 114 |
| 1992  | Olaf Ludwig        | 144 | Tony Rominger    | 118 | Davide Cassani       | 108 |
| 1993  | Maurizio Fondriest | 287 | Johan Museeuw    | 132 | Maximilian Sciandri  | 117 |
| 1994  | Gianluca Bortolami | 151 | Johan Museeuw    | 125 | Andreï Tchmil        | 115 |
| 1995  | Johan Museeuw      | 199 | Andreï Tchmil    | 114 | Mauro Gianetti       | 106 |
| 1996  | Johan Museeuw      | 162 | Andrea Ferrigato | 126 | Michele Bartoli      | 124 |
| 1997  | Michele Bartoli    | 280 | Rolf Sørensen    | 275 | Andrea Tafi          | 240 |
| 1998  | Michele Bartoli    | 416 | Léon van Bon     | 190 | Andrea Tafi          | 166 |
| 1999  | Andreï Tchmil      | 299 | Michael Boogerd  | 238 | Frank Vandenbroucke  | 214 |
| 2000  | Erik Zabel         | 347 | Andreï Tchmil    | 285 | Francesco Casagrande | 230 |
| 2001  | Erik Dekker        | 331 | Erik Zabel       | 250 | Romāns Vainšteins    | 229 |
| 2002  | Paolo Bettini      | 279 | Johan Museeuw    | 270 | Michele Bartoli      | 242 |
| 2003  | Paolo Bettini      | 365 | Michael Boogerd  | 220 | Peter Van Petegem    | 220 |
| 2004  | Paolo Bettini      | 340 | Davide Rebellin  | 327 | Óscar Freire         | 252 |

### Classement par équipes
| Année | Vainqueur             | Deuxième                       | Troisième               |
| 1989  | PDM-Ultima-Concorde   | Helvetia-La Suisse             | Histor-Sigma            |
| 1990  | PDM                   | Helvetia                       | Panasonic               |
| 1991  | Panasonic-Sportlife   | Buckler                        | PDM-Concorde            |
| 1992  | Panasonic-Sportlife   | Buckler                        | Ceramiche Ariostea      |
| 1993  | GB-MG-Maglificio      | Novemail-Histor-Laser Computer | TVM                     |
| 1994  | GB-MG-Maglificio      | Motorola                       | Gewiss-Ballan           |
| 1995  | Mapei-GB              | MG-Technogym                   | Gewiss-Ballan           |
| 1996  | Mapei-GB              | Motorola                       | Maglificio MG-Technogym |
| 1997  | La Française des Jeux | Mapei-GB                       | TVM                     |
| 1998  | Mapei-Bricobi         | Rabobank                       | Casino                  |
| 1999  | Rabobank              | Mapei                          | Lotto                   |
| 2000  | Mapei-Quick Step      | Rabobank                       | Fassa Bortolo           |
| 2001  | Rabobank              | Domo-Farm Frites               | Mapei                   |
| 2002  | Mapei-Quick Step      | Fassa Bortolo                  | Saeco-Longoni Sport     |
| 2003  | Saeco                 | Quick Step-Davitamon           | Alessio                 |
| 2004  | T-Mobile              | Rabobank                       | Gerolsteiner            |

## Records
- Victoires au classement individuel :  Paolo Bettini (3)
- Victoires au classement par équipes :  Mapei (avec différents co-sponsors) (5)
- Victoires d'épreuves de Coupe du monde en une carrière :  Johan Museeuw (11)
- Victoires d'épreuves de Coupe du monde en une saison :  Paolo Bettini (3 en 2003)
- Record de victoires sur une épreuve de Coupe du monde :  Erik Zabel (quatre Milan-San Remo)